# El Navavi
Abu Zakarija Jaḥja ibn Šaraf el Navavi (arap. أبو زكريا يحيى بن شرف النووي;‎ 1233–1277), široko poznat kao el Navavi ili Imam Navavi (631–676 A.H./1234–1277), bio je sunski šafijatski pravnik i hadiski učenjak. On je napisao brojna i dugačka dela kojima su obuhvaćeni hadisi, teologija, biografije i pravna nauka. El Navavi se nije ženio.

## Rani život
El Navavi je rođen u Navi blizu Damaska, u Siriji. Kao i kod arapskog i drugih semitskih jezika, poslednji deo njegovog imena odnosi se na njegov rodni grad.
Jasin bin Jusuf Marakaši napominje: „Video sam imama Navavija u Navi kada je bio desetogodišnji mladić. Drugi dečaci njegovih godina su ga terali da se igra sa njima, ali imam Navavi je uvek izbegavao da se igra i ostajao je zauzet učenjem plemenitog Kurana. Kada su pokušali da dominiraju njime, insistirajući da se pridruži njihovim igrama, on je jadikovao i izražavao svoju nezainteresovanost zbog njihovih glupih postupka. Gledajući njegovu mudrost i dubokoumnost, razvila se posebna ljubav i naklonost u mom srcu za mladog Navavija. Prišao sam njegovom učitelju i pozvao ga da se izuzetno brine o ovom momku, jer će postati veliki religiozni učenjak. Njegov učitelj me je pitao da li sam proricatelj ili astrolog. Rekao sam mu da nisam ni gatar, ni astrolog, već da me je Alah naveo da izgovorim ove reči." Njegov učitelj je preneo ovaj incident Imamovom ocu i imajući u vidu traganje za znanjem svog sina, odlučio je da život svog sina posveti služenju i unapređenju islama.

## Život kao učenjak
Od svoje 18. godine studirao je u Damasku, i nakon hodočašća 1253. godine nastanio se kao privatni naučnik.

### Značajni učitelji
Tokom svog boravka u Damasku, učio je kod više od dvadeset nastavnika koji su smatrani majstorima i autoritetima u svom predmetu i disciplinama koje su predavali. An-Navavi je proučavao hadis, islamsku jurisprudenciju, njene principe, sintaksu i etimologiju. Njegovi učitelji su bili Abu Ibrahim Ishak bin Ahmad AI-Magribi, Abu Muhammad Abdur-Rahman bin Ibrahim Al-Fazari, Radijudin Abu Išak Ibrahim bin Abu Hafs Umar bin Mudar Al-Mudari, Abu Išak Ibrahim-Mukija bin-Bakuradija A. bin Jusuf An-Nablusi, Abul-Abas Ahmad bin Salim Al-Misri, Abu Abdulah Al-Džijani, Abul-Fat Umar bin Bandar, Abu Muhamed At-Tanuki, Šarafudin Abdul-Aziz bin Muhamed Al-Ansari, Abul-Faradž Rahman bin Muhamed bin Ahmad Al-Makdisi, i Abul-Fadajil Salar bin Al-Hasan Al Arbali, između ostalih.

## Radovi
Tokom svog 45 godina dugog života on je napisao „najmanje pedeset knjiga” o islamskim studijama i drugim temama. Time su obuhvaćene:
- Al Minhaj bi Šarh Sahih Muslimani (شرح صحيح مسلم), koristi radove drugih pre njega; ovo delo se smatra jednim od najboljih komentara Sahih Muslimana. Ono je dostupno onlajn.[16]
- Rijad as-Salihin (رياض الصالحين); kolekcija hadisa o etici, manirima i ponašanju, koji su popularni u muslimanskom svetu.
- al-Majmu' šarh al-Muhadab (المجموع شرح المهذب), je sveobuhvatni priručnik islamskog prava prema šafijskoj školi koji je uređen sa francuskim prevodom van den Berga, 2 toma, Batavija (1882–1884), i objavljen je u Kairu (1888).[12]
- Minhaj al-Talibin (منهاج الطالبين وعمدة المفتين في فقه الإمام الشافعي), klasični priručnik o islamskom pravu prema šafijskom fikhu.[8]
- Tahdib al-Asma va'l-Lughat (تهذيب الأسماء), uređen kao Biografski rečnik slavnih ljudi uglavnom na početku islama[17] (arapski) po F. Vistenfeldu (Getingen, 1842–1847).[12]
- Takrib al-Tajsir (التقريب والتيسير لمعرفة سنن البشير النذير), uvod u proučavanje hadisa, to je produžetak Ibn al-Salahove Makadime, objavljen je u Kairu 1890. godine, uz Sujutijev komentar „Tadrib al-Ravi”". Ovaj rad je delom bio preveden na francuski jezik zaslugom V. Marseja u časopisu Journal asiatique, series ix., vols. 16–18 (1900–1901).[12]
- al-Arbaʿin el Navavija (الأربعون النووية) - 'Četrdeset hadisa,' kolekcija od četrdeset dve fundamentalne tradicije, koja se često objavljuje zajedno sa brojnim komentarima.[12]
- Ma Tamas ilajhi hajat al-Kari li Sahih al-Bukhari (ما تمس إليه حاجة القاري لصـحيح البـخاري)
- Tahrir al-Tanbih (تحرير التنبيه)
- Kitab al-Adhkar (الأذكار المنتخبة من كلام سيد الأبرار); zbirka preklinjanja proroka Muhameda.
- al-Tibjan fi adab Hamalat al-Kuran (التبيان في آداب حملة القرآن)
- Adab al-fatva va al-Mufti va al-Mustafti (آداب الفتوى والمفتي والمستفتي)
- al-Tarkhis fi al-Kijam (الترخيص بالقيام لذوي الفضل والمزية من أهل الإسلام)
- Manasik (متن الإيضاح في المناسك) o ritualima hadžiluka.
- Šarh Sunan Abu Davud
- Šarh Sahih al-Bukhari
- Mukhtasar at-Tirmidhi
- Tabakat ash-Šafi'ijah
- Ravdhat al-Talibin
- Bustan al-`arifin

## Nedavna izdanja na engleskom jeziku
- Bustan al-ʿarifin (Vrt gnostika), prevela Ajša Bjuli

### Minhaj al-Talibin
- Minhaj et talibin: A Manual of Muhammadan Law ; According To The School of Shafi. Law Publishing Co. 1977. ASIN B0006D2W9I.
- ,  (1992)  81-7013-097-2
- ,  (2005)  81-7435-249-X

### Četrdeset hadisa
- ; preveo Centar za arapski virtuelni prevod; (2010)  978-1-4563-6735-0
- ; preveo Centar za arapski virtuelni prevod; (2011)  1-4565-8325-5
- ; prevod Abdasamada Klarka, Turath Publishing (2007)  0-9547380-2-0
- , prevod Ezedin Ibrahima, Društvo islamskih tekstova; Novo izdanje (1997)  0-946621-65-9
- ,  (1999)  9960-792-76-5
- ,  (2000)  1-84200-013-6
- (3 toma), prevod Jamal Al-Din M. Zaraboza, Al-Bašira (1999)  1-891540-04-1

### Rijad al-Salihin
- ,  (1975)  0-87471-650-0
- (tom 1&2 u jednoj knjiz) (arapsko-engleski) Dar Ahja Us-Sunah Al Nabavija

## Literatura
- Guy Burak (2015). The second formation of Islamic Law. The Hanafi School in the Early Modern Ottoman Empire. Cambridge, UK: Cambridge University Press. ISBN 978-1-107-09027-9.
- Robert W. Hefner; Muhammad Qasim Zaman, ур. (2007). Schooling Islam: The culture and politics of modern Muslim education. Princeton, NJ: Princeton University Press. ISBN 978-0-691-12933-4.
- Thomas Pierret (2013). Religion and state in Syria. The Sunni ulama from coup to revolution. Cambridge, UK: Cambridge University Press. ISBN 978-1-107-60990-7.
- Muhammad Qasim Zaman (2007). The Ulama in Contemporary Islam: Custodians of Change. Princeton University Press. ISBN 978-0-691-13070-5. PDF, accessed 2 May 2017
- Zaman, Muhammad Qasim (2010).  Cook, Michael, ур. Transmitters of authority and ideas across cultural boundaries, eleventh to eighteenth century. In: The new Cambridge history of Islam (3rd изд.). Cambridge, UK: Cambridge University Press. ISBN 978-0-521-51536-8.
- Bein, Amit (2011). Ottoman Ulema, Turkish Republic: Agents of Change and Guardians of Tradition. ISBN 0804773114. Amazon.com
- Hatina, Meir (2010). Ulama, Politics, and the Public Sphere: An Egyptian Perspective. ISBN 978-1-60781-032-2.
- Heyd. Uriel. "Some Aspects of The Ottoman Fetva." School of Oriental and African Studies Bulletin; 32 (1969), p. 35–56.
- Inalcik, Halil. 1973. "Learning, the Medrese, and the Ulema." In The Ottoman Empire: The Classical Age 1300–1600. New York: Praeger, pp. 165–178.
- Mehmet, Ipsirli, Guidelines to the Jurisprudence of Ottoman Ulema
- Rabithah Ma'ahid Islamiyah Biografi Ulama of Indonesia Архивирано 30 април 2021 на сајту
- Tasar, Murat. "The Ottoman Ulema: their understanding of knowledge and scholarly contribution." The Turks. 3: Ottomans. Editors: Hasan Celâl Güzel, C.Cem Oğuz, Osman Karatay. Ankara: Yeni Türkiye, 2002, pp. 841–850.
- Zilfi, Madeline C. (1986). „The Kadizadelis: Discordant Revivalism in Seventeenth Century Istanbul.”. Journal of Near Eastern Studies. 45 (4): 251—269..